# Jâleh Qâem-Maqâmi
Âlam-Tâj Qâem-Maqâmi, plus connue sous son nom de plume Jâleh, née en mars 1883 à Farahan et morte le 27 septembre 1946 à Téhéran, est une poètesse iranienne de langue persane. Écrivant sur ses souffrances et son quotidien en tant que femme et veuve, elle vit de manière solitaire et refuse de reconnaître ses qualités de poète. Son œuvre est publiée de manière posthume par son fils. Tout en utilisant des formes poétiques classiques, ses poèmes appellent vigoureusement à la libération des femmes. Méconnue au long du XXe siècle, la poésie de Jâleh Qâem-Maqâmi connaît un regain d'intérêt de la part d'universitaires au XXIe siècle.

## Biographie
Elle naît en mars 1883 à Farahan. Sa mère est Guhar al-Mulk, fille de Muʿīn al-Mulk, et son père est Mīrzā Fath-Allāh, fils de Qāʾim Maqām Farāhānī. À partir de ses 5 ans, elle va à la mekteb. À 15 ans, sa famille et elle déménagent à Téhéran.
Un an plus tard, elle est mariée à un ami de son père, le militaire ʿAlī Murād-Khān Mīr-Panj Bakhtiyārī. Ses deux parents meurent la même année. Elle donne naissance à son premier enfant à 17 ans, puis à un autre à 22 ans. Elle quitte son mari et ses enfants et retourne à Farahan pour prendre soin de son frère malade. Le mari de Qâem-Maqâmi meurt alors qu'elle a 26 ans.
À 44 ans, Qâem-Maqâmi retourne vivre à Téhéran avec son fils Husayn Pizhmān Bakhtiyārī. Elle réside avec lui pendant dix-neuf ans, jusqu'à sa mort le 27 septembre 1946, à l'âge de 63 ans.

## Poésie
La poésie de Qâem-Maqâmi ne fait jamais référence à la Révolution constitutionnelle persane, qui a pourtant marqué toutes les autres autrices de cette période. De plus, bien que les écrits de Qâem-Maqâmi manifestent une aspiration féministe qui aurait très bien pu trouver un écho dans le monde littéraire iranien à partir des années 1920, Qâem-Maqâmi a honte de ses poèmes et choisit de les cacher. Elle brûle une collection de ses ghazal. Elle sort très peu de chez elle. Lorsque son fils publie quelques uns de ses quatrains dans une anthologie, qu'il a trouvés dissimulés entre des livres de la bibliothèque familiale, Qâem-Maqâmi se met en colère contre lui, et nie avoir écrit ces poèmes. Son œuvre n'est publiée qu'en 1967 dans une édition posthume, assemblée par son fils à partir de notes éparses et de ses carnets. Ce diwan comporte 917 vers au total. Au XXe siècle, les spécialistes de la poésie iranienne ne parlent quasiment pas de Qâem-Maqâmi, et son n'est discutée par la critique qu'à partir du tournant du XXIe siècle. Selon Sharif Maryam, le peu de succès de ses poèmes s'explique par son utilisation de formes versificatoires classiques, perçues comme datées à une époque où les vers libres sont vus comme plus modernes et donc plus appréciés. Son statut de femme appartenant à une ancienne famille qajar lettrée, mère d'un poète lui-même assez conservateur, aurait aussi dégoûté le public lecteur de poésie en Iran, davantage progressiste. En même temps, le féminisme affirmé de ses textes lui aurait donné une allure trop politique pour être ouvertement appréciée dans les cercles littéraires académiques.
En effet, les poèmes de Qâem-Maqâmi sont unanimement considérés comme féministes par les commentateurs. Pour dénoncer l'oppression dont sont victimes les femmes, elle écrit :
Je te le dis en cachette, parce que je suis détenue cachée

Le crime de la femme dans ce pays est d’être femme
En faisant référence à un hadîth, elle fonde l'égalité des sexes dans la religion:
Mahomet met le paradis aux pieds des femmes

Diminuant ainsi la valeur des hommes

Il situe les femmes au même rang que les hommes

Nombreux furent les droits qu’il leur a donnés, mais qui sont maintenant foulés aux pieds
La sororité est à ses yeux essentielle pour la lutte:
Sœur ! Fille ! Amie !

Si le grand juge oublie les femmes dans ce pays

Ne les abandonne pas toi aussi

prends la défense de tes sœurs

Délaisse les hommes dégénérés
Selon la critique Sharif Maryam, Qâem-Maqâmi peut ainsi être comparée à Forough Farrokhzad, une de ses contemporaines dont la poésie est aussi résolument féministe, ou encore à Constance de Théis.

## Publications
- (fa) ʻĀlamtāj Qāʼimʹmaqāmī (Zhālah) va haft barʹrasī, Dāstānʹsarā, 2005 (ISBN 978-964-7979-40-5)
- (en) ʿAlamtāǧ Qāʾimmaqāmī (trad. Asghar Seyed-Gohrab (en)), Mirror of dew: the poetry of Ālam-Tāj Zhāle Qā̕em-Maqāmi, Harvard University Press, coll. « Ilex foundation series », 2014 (ISBN 978-0-674-42824-9, lire en ligne)

### Monographie
- (fa) Zahra Taheri, Sokut-e Kohan-e Ayeneha: Alamtaj Ghaem-Maghami's Life and Poetry, Nashr-e Sales, coll. « Persian Literature Series », 2016 (ISBN 978-964-380-996-6)
  - (ja) Zahra Taheri, 古鏡の沈黙: 立憲革命期のあるムスリム女性の叫び/The Silence of Old Mirrors: The Lost Voice of a Muslim Woman in the Constitutional Period, 未知谷/Michitani Publishing,‎ avril 2012 (ISBN 978-4-89642-373-0)

### Articles de revues littéraires
- (en) Naeimeh Arang, Ghodsieh Rezvanian, « Feminist aesthetics in the poetry of Jaleh Ghaem Maghami », Research Journal of Literacy Schools, umz.ac.ir, vol. 5, no 15,‎ 22 novembre 2021, p. 7‑25 (ISSN 2588-5758, DOI 10.22080/rjls.2021.21819.1251)
- (en) Azam Delbari, Seyed Fazlolah Razavipoor, Arash Moshfeghi, « Investigating the geocultural dimensions of feminism in the poems of Fars and Arabic-speaking geographical regions: a case study of Alam Taj (Jalah) Qaim Maqami and Ghada Al-Saman », Geography (Regional Planning), Qeshm Institute of Higher Education, vol. 13, no 50,‎ 22 mai 2023, p. 118‑125 (ISSN 2228-6462, DOI 10.22034/jgeoq.2023.331627.3588)
- Sharif Maryam, « Le destin des femmes poètes pris entre le modernisme intellectuel et l’archaïsme littéraire », Plume, Revue semestrielle de l’Association Iranienne de Langue et Littérature Françaises, Association Iranienne de Langue et Littérature Françaises, vol. 18, no 36,‎ 20 février 2023, p. 375‑399 (ISSN 1735-692X, DOI 10.22129/plume.2023.364248.1231, lire en ligne)
- (en) Lale Massiha, « Identical Lifestyle and Disparate Poetry of Emily Dickinson and Zhaleh Ghaemmaghami », International Journal of English Language and Translation Studies, Lasting Impressions Press, vol. 06, no 04,‎ 1er décembre 2018, p. 95‑99 (ISSN 2308-5460 et 2308-5460)
- (fa) Ayoob Moradi, « Magiran », Pazuhesname - ye Zanan, vol. 6, no 3,‎ 2015, p. 147‑161
- (en) Abouzar Moradi Shahdadi, « A comparative study of looking at women from the social dimension in the poetry of Alam Taj (Jaleh) Ghaem Maghami Farahani and Forough Farrokhzad », Religación: Revista de Ciencias Sociales y Humanidades, RELIGACIÓN CICSH-AL. Centro de Investigaciones en Ciencias Sociales y Humanidades desde América Latina, vol. 4, no Extra 21,‎ 2019, p. 35‑44 (ISSN 2477-9083)
- (en) Raha Zareifard, « Jale Ghaemmaghmi: An Outstanding Social- Political Poet in Contemporary Persian », JOURNAL OF ADVANCES IN LINGUISTICS,‎ 30 avril 2018 (lire en ligne)
- (fa) قدرت الله علیرضایی, غلامرضا سالمیان, فاطمه کلاهچیان, هانگیر کرمی, « بررسی نمود کهن‌الگوی آنیموس در شعر ژاله قائم‌مقامی », فصلنامه علمی- پژوهشی زن و امعه, vol. 12, no 47,‎ octobre 2021 (DOI 10.30495/jzvj.2021.24117.3144, lire en ligne)
- (en) « The stylistics of Jaleh (Alamtaj) Qaem-Maqami’s poems », Journal of the stylistic of Persian poem and prose (JSPPP), vol. 16, no 90,‎ 13 février 2023, p. 79‑98 (ISSN 3060-5660, DOI 10.22034/bahareadab.7103)

### Articles encyclopédiques
- (en) Ali-Asghar Seyed-Gohrab, « Zhālah Qāʾim-Maqāmī and the Functions of Poetry », dans Women Poets Iranica, 2024 (lire en ligne) (consulté le 28 octobre 2024)
- (en) Leila Kordbache, « Zhālah Qāʾim Maqāmī, Composing Poetry without an Audience », dans Women Poets Iranica, 2025 (lire en ligne) (consulté le 20 mars 2025)